# Advance Australia Fair
Advance Australia Fair („Schreite voran, schönes, glückliches Australien“) ist seit 1984 die australische Nationalhymne.

## Geschichte

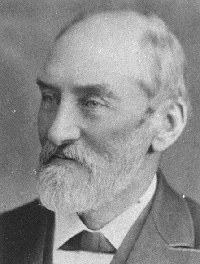
Peter Dodds McCormick, der Komponist der Nationalhymne

Das Lied wurde im 19. Jahrhundert von Peter Dodds McCormick komponiert und 1878 uraufgeführt.
Bevor Australien eine eigene Nationalhymne hatte, wurde God Save the Queen als Nationalhymne verwendet. Im Zuge der Loslösung vom Vereinigten Königreich wurde 1973 ein Australian National Anthem Quest durchgeführt, in dem eine völlig neue Hymne komponiert und getextet werden sollte. Keines der vorgelegten Ergebnisse vermochte allerdings zu überzeugen, sodass schließlich die bereits vorher als inoffizielle Nationalhymnen verwendeten Lieder Waltzing Matilda, Song of Australia und zwei Strophen aus Advance Australia Fair vorgeschlagen wurden.
Bei einem Referendum sprach sich 1977 eine Mehrheit von 43,6 % für „Advance Australia Fair“ aus, während auf die anderen Möglichkeiten nur je 28,5 % („Waltzing Matilda“), 18,7 % („God Save the Queen“) und 9,2 % („Song of Australia“) entfielen. Daher wurde „Advance Australia Fair“ am 19. April 1984 als neue Nationalhymne angenommen. Königshymne ist weiterhin God Save the King.
Der offizielle Text weicht in der Länge und einigen Formulierungen vom Originaltext ab. Mehrere Passagen wurden gestrichen, weil sie zu sehr das Mutterland Großbritannien verherrlichten („Britannia rules the wave!“), andere umformuliert, da sie unter anderem Frauen diskriminierten (aus „Australia’s sons let us rejoice“ wurde „Australians all let us rejoice“).
Zum 1. Januar 2021 wurde die Hymne leicht geändert. Aus der Passage For we are young and free („Denn wir sind jung und frei“) wurde For we are one and free („Denn wir sind einig und frei“). Die ursprüngliche Formulierung war auf Kritik von Aborigines-Vertretern gestoßen, die argumentierten, dass Australien keineswegs eine „junge“ Nation sei, sondern dass die Vorfahren der Aborigines sich bereits vor Zehntausenden von Jahren hier angesiedelt hätten. In einem Kommentar äußerte der australische Premierminister Scott Morrison, die neue  Formulierung werde einen „Geist der Einheit“ schaffen.

## Englischer Originaltext
Australians all let us rejoice,

For we are one and free;

We’ve golden soil and wealth for toil,

Our home is girt by sea;

Our land abounds in Nature’s gifts

Of beauty rich and rare;

In history’s page, let every stage

Advance Australia fair!

In joyful strains then let us sing:

“Advance Australia fair!”

Beneath our radiant southern Cross,

We’ll toil with hearts and hands;

To make this Commonwealth of ours

Renowned of all the lands;

For those who’ve come across the seas

We’ve boundless plains to share;

With courage let us all combine

To advance Australia fair.

In joyful strains then let us sing:

“Advance Australia fair!”

## Deutsche Übersetzung
Froh lasst uns jubeln, Einwohner Australiens,

Denn wir sind einig und frei,

wir haben goldene Erde und Wohlstand durch unsere Anstrengung,

Das Meer umschließt unsere Heimat,

Unser Land ist reich an Gaben der Natur,

Von kostbarer und erlesener Schönheit,

Möge im Buch der Geschichte in jedem Zeitabschnitt,

Das schöne, glückliche Australien weiter voranschreiten.

Dann wollen wir zu frohen Klängen singen,

Schreite voran, schönes, glückliches Australien.

Unter dem strahlenden Kreuz des Südens,

Werden wir uns mit Herzen und Händen bemühen,

Den unseren Commonwealth,

Der in allen Ländern berühmt ist, weiter aufzubauen.

Für die, die über die Meere zu uns kommen,

Haben wir grenzenlose Ländereien zum Teilen;

Mit Tapferkeit lasst uns alle vereinen,

das glückliche Australien voranzubringen.

Dann wollen wir zu frohen Klängen singen,

Schreite voran, schönes, glückliches Australien.

## Originaltext von McCormick
Australia’s sons let us rejoice,

For we are young and free;

We’ve golden soil and wealth for toil,

Our home is girt by sea;

Our land abounds in Nature’s gifts

Of beauty rich and rare;

In history’s page, let every stage

Advance Australia fair!

In joyful strains then let us sing,

“Advance Australia fair!”

When gallant Cook from Albion sail’d,

To trace wide oceans o’er,

True British courage bore him on,

Till he landed on our shore.

Then here he raised Old England’s flag,

The standard of the brave;

With all her faults we love her still,

“Britannia rules the wave!”

In joyful strains then let us sing

“Advance Australia fair!”

Beneath our radiant southern Cross,

We’ll toil with hearts and hands;

To make this youthful Commonwealth

Renowned of all the lands;

For loyal sons beyond the seas

We’ve boundless plains to share;

With courage let us all combine

To advance Australia fair.

In joyful strains then let us sing

“Advance Australia fair!”

While other nations of the globe

Behold us from afar,

We’ll rise to high renown and shine

Like our glorious southern star;

From England, Scotia, Erin’s Isle,

Who come our lot to share,

Let all combine with heart and hand

To advance Australia fair!

In joyful strains then let us sing

“Advance Australia fair!”

Shou’d foreign foe e’er sight our coast,

Or dare a foot to land,

We’ll rouse to arms like sires of yore

To guard our native strand;

Brittannia then shall surely know,

Beyond wide ocean’s roll,

Her sons in fair Australia’s land

Still keep a British soul.

In joyful strains then let us sing

“Advance Australia fair!”
Nur die erste und die dritte Strophe wurden zur Nationalhymne erklärt. An vier Stellen wurde der Originaltext geändert:
1. Strophe, Zeile 1: Australia’s sons, let us rejoice ⇒ Australians all, let us rejoice
1. Strophe, Zeile 2: For we are young and free ⇒ For we are one and free
3. Strophe, Zeile 3: To make our youthful Commonwealth ⇒ To make this Commonwealth of ours
3. Strophe, Zeile 5: For loyal sons beyond the seas ⇒ For those who’ve come across the sea